# 日冕巨量噴發

通常在白光日冕儀下可見的日冕物質巨量噴發。

日冕巨量噴發（英語：Coronal mass ejection，縮寫：CME）是太陽從日冕釋放大量電漿和磁場進入日球層的現象。日冕巨量噴發通常與太陽耀斑和其他形式的太陽活動有關，但尚未建立能解釋和理解這些關係且能被廣泛接受的理論。
如果CME進入行星際空間，它就被稱為行星際日冕巨量噴發（ ICME）。ICMEs能够到達地球磁層並與之碰撞，在那裡它們可以引起磁暴、極光；在極少數情况下還會損壞輸電網路。有記錄以來最大的地磁擾動，可能是由ICME引起的1859年太陽風暴。它也被稱為卡林頓事件，使一部分當時新創建的美國電報網絡癱瘓，引發火災，並使一些電報操作員感到震驚。
在太陽極大期附近，太陽每天大約產生三次CME，而在極小期附近大約每五天產生一次CME。

## 物理描述
日冕巨量噴發將大量物質從太陽大氣層釋放到太陽風和行星際空間。噴發的物質是一種電漿，主要由嵌入噴發磁場中的電子和質子組成。該磁場通常以磁通繩的形式出現，即具有俯仰角 (粒子運動)的變化，呈螺旋線的磁場。
每次噴發的質量平均為1.6×1012（3.5×1012磅）。然而，因為日冕圖量測只提供二維數據，因此這只是日冕巨量噴發估計質量的下限值。
CME從日冕中強烈扭曲或剪切的大尺度磁場結構中爆發，這些磁場結構通過覆蓋的磁場保持平衡。

### 噴發前

簡化的光球層磁場生成模型。

噴發前的結構是由太陽發電機在太陽內部產生的磁場形成。這些磁場從光球浮升出來，進入較低的太陽大氣層，在那裡它們保持封閉，並紮根於光球中磁性相反的立足點。這些結構既可以存在於活躍區，也可以存在於寧靜區中，並且可以覆蓋雙極和更複雜的四極光球磁場。
日冕巨量噴發中釋放的大部分能量是爆發前結構所儲存的磁能 。從噴發前結構中自由釋放的磁能，即磁自由能，與理論上該結構在相同光球磁通量（勢場結構）下可以採用的最簡單、非平凡的磁場配置相比，是其多餘的磁能。新興磁通量和光球運動不斷移動結構的立足點會導致磁自由能以扭曲或剪切的形式在日冕磁場中積聚。一些噴發前的結構，被稱為sigmoids，隨著剪切力的積累，呈現出S或反S的形狀。這在活躍區日冕環和色球暗紋中可以觀察到，且S字形在南半球更常見，反S 形在北半球更常見。
磁通繩，即攜帶電流和磁自由能的扭曲和剪切的磁通管，是噴發後組成日冕巨量噴發結構的部分；然而，通量繩是否總是存在於噴發前的結構中，或者它們是否是在噴發期間產生的（見§ 開始），仍在爭論中。
已經觀察到一些噴發前的結構支持日珥，也被稱為色球暗紋（色球細絲體），是由比周圍的日冕電漿冷得多的物質組成。日珥嵌入被稱為日珥腔或細絲通道的磁場結構中，這些結構可能構成噴發前結構的一部分。至少70%的日冕巨量噴發與日珥爆發有關。日珥通常嵌入構成日冕巨量噴發的通量繩的底部。噴發日珥與白光日冕儀中看到的明亮核心相對應。

### 開始
當處於平衡狀態的噴發前結構進入非平衡或準穩態狀態時，就會發生日冕巨量噴發，在這種狀態下，能量可以在噴發中釋放。人們對日冕巨量噴發引發的過程進行了辯論，並基於物理推測提出了各種模型來解釋這一現象。此外，不同的日冕巨量噴發可能由不同的過程引發:175:303。目前尚不清楚日冕巨量噴發的起源是由理想還是非理想磁流體力學（MHD）的不穩定性驅動，導致現有磁通繩的排出，或是非理想不穩定性導致噴發期間產生新的磁通繩，還是理想和非理想過程的組合:555。在理想磁流體力學下，引發可能涉及理想不穩定性或災難性沿現有通量繩的平衡損失：
- 當磁通繩被扭曲到臨界點時，就會發生扭結不穩定性，從而磁通繩不穩定，無法進一步扭曲。
- 當覆蓋在磁通繩上的拱廊磁場强度隨高度迅速下降時，就會發生環面不穩定性。當這種下降足够快時，磁通繩不穩定，無法進一步膨脹[10]。
- 災難模型涉及平衡的災難性損失。在非理想磁流體力學下，啟動機制可能涉及電阻不穩定性或磁重聯：
- 當拱廊兩側幾乎反平行的磁力線形成電流片並相互重新連接時，在强烈剪切的拱廊中會發生繫繩切割或磁通抵銷。這可以形成螺旋形磁通繩，或者導致已經存在的磁通繩生長並使其軸線上升。
- 磁突破模型由初始四極磁拓撲組成，其零點位於中心磁通系統上方。當剪切運動導致中心磁通系統上升時，零點形成電流片，磁核心磁通系統與上覆磁場重新連接[9]。

#### 太陽週期
噴發的頻率取決於太陽週期的相位：從太陽極小期附近的每天約0.2次到太陽極大期附近每天約3.5次。然而，日冕巨量噴發的峰值發生率通常是在太陽黑子數量達到最大值後的6-12個月。

### 傳播
現時對日冕巨量噴發運動學的瞭解表明，噴發開始於一個初始的預加速階段，其特徵是緩慢上升，然後是一段遠離太陽的快速加速期，直到達到接近恆定的速度。一些氣球日冕巨量噴發，通常是最慢的日冕巨量噴發，缺乏這種三階段進化，而是在整個飛行過程中緩慢而持續地加速。即使對於具有明確加速階段的日冕巨量噴發，預加速階段也經常不存在，或者可能無法觀測到。
根據1996年至2003年期間SOHO/大角度光譜日冕儀的量測，日冕巨量噴發的速度從20至3,200 km/s（12至1,988 mi/s），平均速度為489 km/s（304 mi/s）。這些速度對應於從太陽到地球軌道的凌日時間約為13小時至86天，平均約為3.5天。

#### 日冕
位於一些日冕巨量噴發前緣的衝擊波加速電子時，可以產生第II型太陽電波爆發。一些IV型電波暴也與日冕巨量噴發有關，並且已經觀察到其跟隨在II型爆發之後。

##### 日冕變暗
日冕變暗是低層日冕中極紫外線和軟X射線發射的局部減少。當與日冕巨量噴發相關時，日冕變暗被認為是由於相關的日冕巨量噴發擴增期間質量流出導致電將密度降低而發生的。它們通常成對發生在磁極性相反的區域，即磁芯變暗，或更廣泛的區域，即次級變暗。磁芯變暗被解釋為噴發磁通繩的立足點位置；次級變暗被解釋為整體日冕巨量噴發結構膨脹的結果，通常更加擴散和淡薄。
1974年首次報導日冕變暗。由於它們的外觀類似於冕洞，它們有時被稱為短暫的冕洞。
在低層日冕中沒有觀察到特徵的日冕巨量噴發被稱為隱形日冕巨量噴發。

#### 行星際空間
日冕巨量噴發通常可以通過日冕巨量噴發電漿內自由電子的太陽光湯姆森散射在白光日冕儀中觀察到。典型的日冕巨量噴發可能具有以下三個特徵中的任何一個或全部： 緻密的核心、低電子密度的周圍空腔和明亮的前緣。緻密的核心通常被解釋為嵌入在日冕巨量噴發中的日珥部分（見§ 日珥#爆發），前緣作為通量繩前的壓縮電漿區域。然而，一些日冕巨量噴發表現出更複雜的幾何形狀。
行星際日冕巨量噴發通常在離開太陽後一到五天到達地球。在傳播過程中，行星際日冕巨量噴發與太陽風和行星際磁場（IMF，interplanetary magnetic field）相互作用。因此，太陽風會加速慢速行星際日冕巨量噴發，而快速行星際日冕巨量噴發的速度會被太陽風減慢。最強的減速或加速發生在太陽附近，但它甚至可以繼續至超出地球軌道（1 AU），甚至在火星以及尤利西斯號都還能觀測到速度的變化。行星際日冕巨量噴發大約比500 km/s（310 mi/s）更快，最終會驅動衝擊波。當在參考系中隨太陽風移動的行星際日冕巨量噴發速度比局部的快速磁聲波速度快時，就會發生這種情況。這種衝擊是通過日冕儀直接觀察到的。在日冕中，這與II型電波爆發有關。它們被認為有時形成低至2 R☉（太陽半徑）。它們還與太陽高能粒子的加速度密切相關。

#### 磁雲
在太陽風中，日冕巨量噴發表現為磁雲。它們被定義為磁場強度增強、磁場向量平滑旋轉和低質子溫度的區域。日冕巨量噴發和磁雲之間的關聯是由布拉加（Burlaga）等人提出的。在1982年，當一個磁雲被太陽極大期任務衛星觀測到的2天後，太陽神號也觀測到。然而，由於地球附近的觀測通常只由單艘太空船完成，因此許多日冕巨量噴發不會被視為與磁雲有關。衛星觀察到的快速日冕巨量噴發的典型結構，例如ACE是一個快速模式衝擊波，然後是密集（和熱）的電漿鞘（衝擊的下游區域）和磁雲。除了上述特徵之外，現在還使用了磁雲的其他特徵：其中包括雙向的超熱電子，鐵、氦、碳和/或氧等異常電荷態或豐度。
磁雲通過在L1點衛星的時間通常是 1 天，相當於 0.15 地球半徑，在1AU處的典型速度為450 km/s（280 mi/s），磁場強度為20 nT。

## 對地球的影響

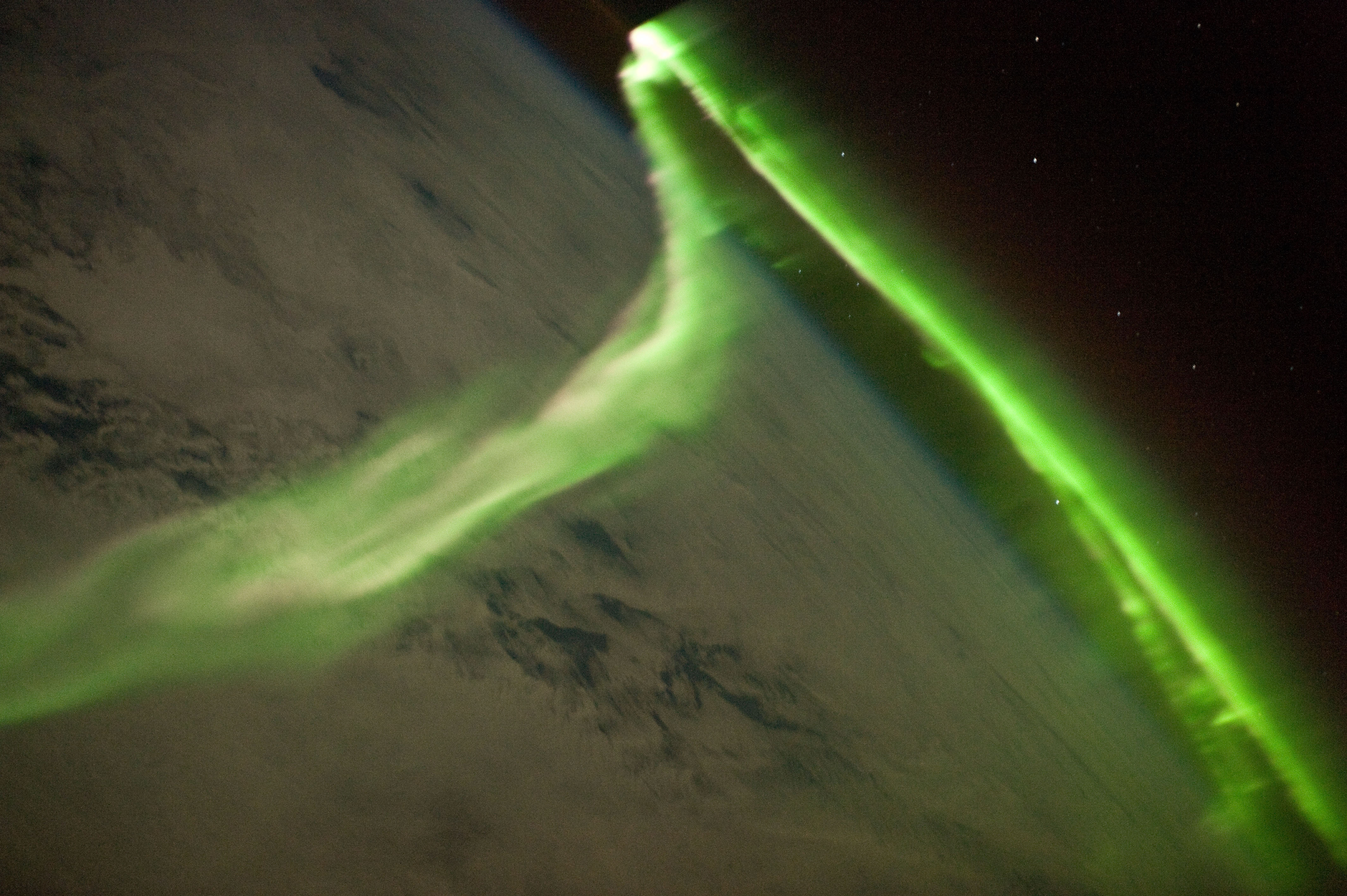
照片來自國際太空站於2010年5月29日地磁風暴期間拍攝的南極光。這場風暴很可能是由2010年5月24日太陽爆發的日冕巨量噴發引起的，也就是五天前發生的風暴。

只有極少數的日冕巨量噴發指向並到達地球。到達地球的日冕巨量噴發導致衝擊波引起地磁風暴，這可能會破壞地球的磁層，壓縮白天側的磁層並延長夜間的磁尾。當夜晚的磁層重新連接時，它釋放出的功率，其數量級為太瓦，指向地球的高層大氣層。這可能導致諸如1989年3月磁暴之類的事件。
日冕巨量噴發與閃焰一起，可以破壞無線電傳輸並對衛星和輸電系統設施造成損害，導致潛在的大規模和長期停電。
由日冕巨量噴發驅動的上日冕衝擊也可以加速太陽高能粒子向地球移動，從而導致漸進太陽質子事件。這些高能粒子與地球之間的相互作用會導致電離層中自由電子的數量增加，特別是在高緯度極地，從而增强無線電波的吸收，尤其是在電離層的D區內，進而導致極帽吸收事件。
日冕巨量噴發與地球磁層的相互作用導致外部輻射帶的劇烈變化，相對論性粒子通量减少或增加了幾個數量級。 輻射帶粒子通量的變化是由相對論電子的加速、散射和徑向擴散引起的，這是由於與各種电浆波的相互作用。

### 暈日冕巨量噴發
暈日冕巨量噴發是一種日冕巨量噴發，在白光日冕儀觀測中表現為一個完全圍繞日冕儀掩蔽盤的膨脹環。暈日冕巨量噴發被解釋為指向或遠離觀測日冕儀的日冕巨量噴發。當膨脹環沒有完全包圍遮蔽盤，但在遮蔽盤周圍有超過120度的角寬度時，該日冕巨量噴發被稱為部分暈日冕巨量噴發。已經發現部分和完全暈日冕巨量噴發佔所有日冕巨量噴發的10%，其中約4%是完全暈日冕巨量噴發。正面或指向地球的日冕巨量噴發通常與撞擊地球的日冕巨量噴發有關；然而，並不是所有的正面日冕巨量噴發都會撞擊地球。

### 未來風險
根據預測科學公司（Predictive Science Inc.）物理學家彼特·萊利（Pete Riley）在2012年發佈的一份報告，地球在2012年至2022年間，遭受卡林頓級風暴襲擊的可能性為12%。
在2019年，研究人員使用了一種替代方法（威布爾分佈），並估計未來十年地球被卡靈頓級風暴襲擊的可能性僅在0.46%至1.88%之間。

## 歷史

### 首次观测
有記錄以來最大的地磁擾動，可能是由日冕巨量噴發引起的，與1859年9月1日第一次觀測到的太陽閃焰吻合。由此產生的1859年太陽風暴被稱為卡靈頓事件。肉眼就可以看見這次的閃焰和相關的太陽黑子，英國天文學家R·C·卡林頓和理查德·霍奇森都獨立觀測到了閃焰。大約在閃焰發生的同時，邱園的磁力計記錄了後來被稱為磁性鉤針的磁場，這是一種由地面磁力計探測到的磁場，是由電離軟X射線對地球電離層的擾動引起。這在當時並不容易理解，因為這發生在1895年威廉·倫琴發現X射線和1902年奧利弗·黑維塞與亞瑟·肯乃利辨識出電離層之前。這次的風暴摧毀了一部分新近創建的美國電報網路，並引發火災，因而震驚了一些電報營運商。
閃焰發生約18小時後，多台磁力計記錄到進一步的地磁擾動，這是磁暴的一部分。這場風暴摧毀了當時新建立的美國電報網的一部分，引發了火災，而使一些電報運營商受到震驚。
1953年至1960年間，太平洋天文學會收集了歷史記錄和新的觀測結果，並記錄在在年度摘要中。

### 首次光學觀測
1971年12月14日，使用軌道太陽天文臺7（OSO-7）的日冕儀對日冕巨量噴發進行了第一次光學觀測。美國海軍研究實驗室的圖西（R.Tousey）在1973年發表的一篇研究論文中首次描述了這一點。發現的影像（256 X 256畫素）先在次級電子傳導（SEC）攝像機上成像，經過數位化成7位元後，轉移到電腦儀器上。然後，使用簡單的運行長度編碼方案對其進行壓縮，並以每秒200位元/秒的速度將其發送到地面。在那個年代，一幅完整、未壓縮的圖象需要44分鐘才能傳送到地面。圖像透過遙測裝置送到地面的支援設備（GSE），將影像建立在寶麗來印刷成像。大衛·羅伯茨（David Roberts）是NRL的一名電子技術員，負責測試SEC攝像管相機，負責日常運營。 大衛·羅伯茨是在NRL工作的電子技術員，負責測試SEC攝像管相機，並負責日常的操作。因為影像的某些部份比正常情況亮得多，他認為是他的相機壞了。但是在下一張照片上，明亮的區域已經遠離了太陽，他立即意識到這是不尋常的，並把照片帶到了他的主管古特爾·布魯克納博士那裡，然後是太陽物理分部負責人圖西博士。 早期對日冕瞬變的觀測，或是在日食期間目視觀察到的現象，現在基本上被理解為同一件事。

### 儀器

#### 風 (太陽探測器)
1994年11月1日，美國國家航空暨太空總署（NASA）發射了探測器「風」(Wind)，作為監測太陽風的儀器，運行在地球軌道的L1 拉格朗日點。它是国际日地物理学(International Solar Terrestrial Physics)项目其下的全球地球空間科學計劃(Global Geospace Science)的一部分。「風」藉由一个自旋轴稳定的卫星，上面搭載了8台儀器，測量熱能達至百萬電子伏特(Mev)能量的太陽風粒子，觀測範圍從直流到13MHz到0.3Hz無線電波。儘管「風」已經運作超過20年，但它仍然提供太陽風時間、角度和能量資訊解析。僅至2008年以來，就為150多份的出版物做出了貢獻。

#### 日地關係天文台
2006年10月25日，NASA發射了日地關係天文台（STEREO）。這是兩顆幾乎相同的太空探測器，它們從軌道上相距甚遠的兩個點，能夠測量日冕巨量噴發和其它太陽活動並首度產生立體圖像。這兩艘太空探測器繞太陽運行的距離與地球相似，一個略領先於地球，另一個落後於地球。它們相隔的距離逐漸增加，四年後它們在軌道上幾乎位於相對的位置上（相隔180度）。

#### 派克太陽探測器
派克太陽探測器 （Parker Solar Probe）於2018年8月12日發射，用以測量加速和傳輸高能粒子的機制，也就是太陽風的起源。

### 顯著的日冕巨量噴發

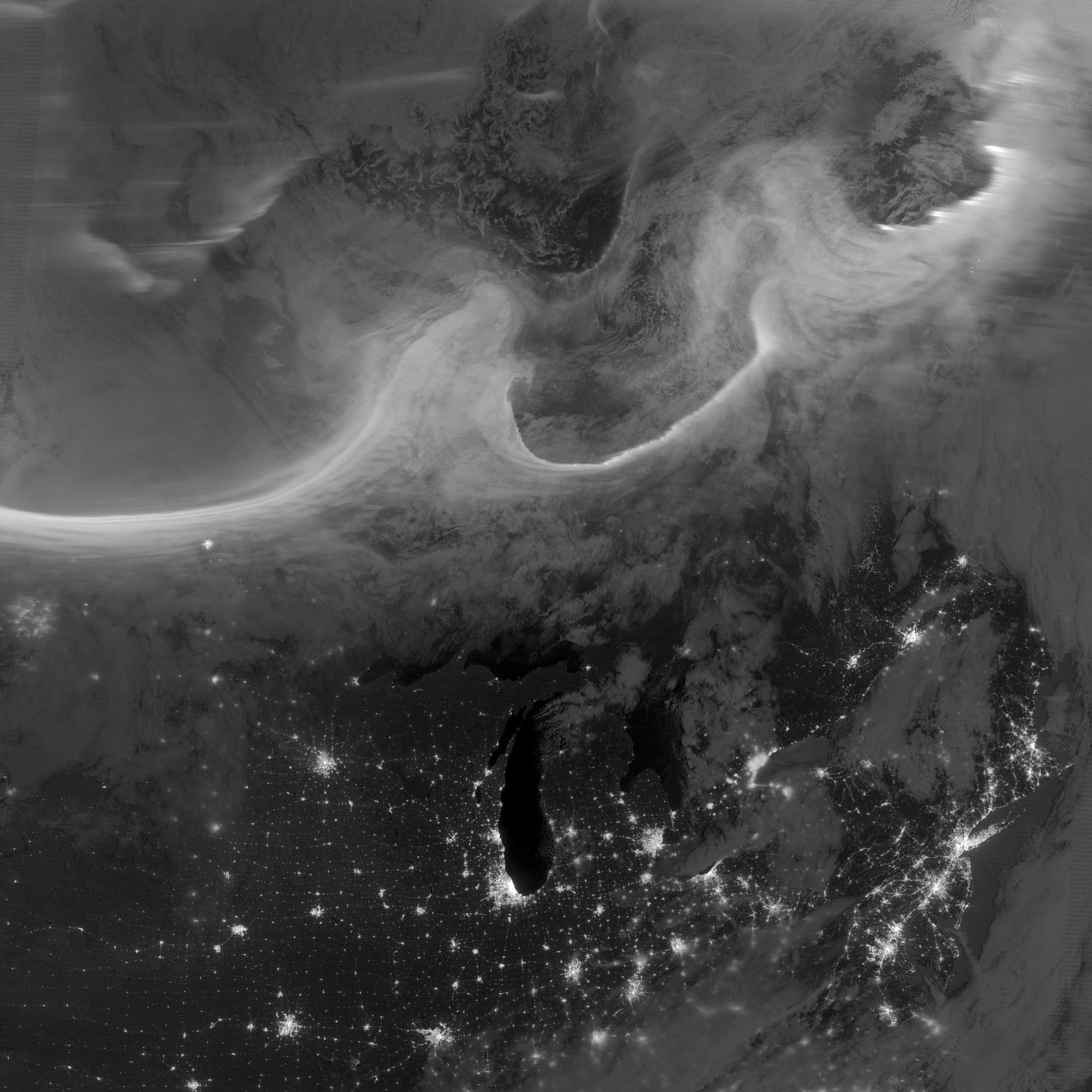
2012年10月8日清晨，跨越魁北克和安大略的極光。

1989年3月9日，發生了日冕巨量噴發，四天後的3月13日襲擊了地球。它導致加拿大魁北克省的電力故障和短波無線電干擾。
2010年8月1日，在第24太陽週期中，哈佛-史密松天體物理中心（CfA）的科學家觀測到來自太陽朝向地球這一面一系列的4個日冕巨量噴發。最初的一個日冕巨量噴發是由8月1日的一次噴發引起的，噴發的區域是NOAA的1092活動區。這個區域夠大，無需使用太陽望遠鏡對準就能看見。三天後，此一事件在地球上產生了引人注目的極光。
在2012年7月23日，發生了大規模、具有潛在破壞性，但錯過了地球的超級太陽風暴（太陽閃焰、日冕巨量噴發、太陽EMP）。許多科學家認為，此一事件的強度與卡靈頓事件同一等級。
在2012年8月31日，一次與地球磁場環境或磁層有關的日冕巨量噴發，造成9月3日出現炫麗的極光。地磁風暴在NOAA的太空氣象預報中心的地磁擾動規模達到G2（Kp = 6）的水準。
2014年10月14日，一個行星際日冕巨量噴發離開太陽後，觀測太陽的太空船PROBA2（欧洲空间局）、SOHO（歐空局/NASA）和太陽動力學天文台（NASA），以及在1 AU處觀測的STEREO-A都直接其到影響。欧洲空间局的“金星特快車”收集了數據。日冕巨量噴發於10月17日抵達火星，並被“火星快車號，MAVEN，2001火星奧德賽號和火星科學實驗室等多個探測器觀測到。 10月22日，在3.1 AU，它到達了彗星67P/Churyumov-Gerasimenko，與太陽和火星完美對齊，並被「羅塞塔號」觀測到。11月12日，在9.9 AU，它被卡西尼號在土星觀測到。在噴發三個月後，“新視野號”太空船位於31.6 AU接近冥王星之處，仍然可以檢測到這個日冕巨量噴發的數據。“航海家2號”的數據可以解釋為這個日冕巨量噴發在17個月後的通過。 “好奇號漫遊車的RAD儀器，“2001火星奧德賽號”，“羅塞塔號”和“卡西尼號”顯示，隨著日冕巨量噴發的保護氣泡經過，銀河宇宙射線突然減少（福布希減少）。

## 星冕巨量噴發
在其它恆星上觀察到了少量的日冕巨量噴發，截至2016年所有這些都是在紅矮星上發現的。這些主要是通過光譜學檢測到的，最常見的是通過研究巴耳末線：由於都卜勒頻移，朝向觀察者噴發的資料導致線輪廓藍色翼的不對稱。當這種增强發生在星盤上時（物質比周圍的物質更冷），可以在吸收中看到，當它在星盤外時，可以在發射中看到。觀測到的日冕巨量噴發的投影速度範圍從≈84至5,800 km/s（52至3,600 mi/s）。在UV或 X射線數據中，很少有波長較短的星冕巨量噴發候選者Compared to activity on the Sun, CME activity on other stars seems to be far less common.。與模型相比，星冕巨量噴發檢測次數較少可能是由於較低的固有星冕巨量噴發率（例如，由於磁抑制）、投影效應，或由於星冕巨量噴發的未知电浆參數而高估了巴耳莫系特徵。

## 大眾文化
在麥可·克萊頓的長篇小說剛果中，太陽物質拋射打斷了剛果研究小組的電腦將資料經由衛星傳回休斯頓的傳輸作業。第二型的無線電輻射是1996年，完美藝術團體假情報的記錄和展覽，用來佈置看台和通道的「星門」LP和CD的主題（參见假情報 (藝術和音樂計畫)條目）。
特別巨大的日冕物質拋射出現在《亞特蘭提斯》劇情的《星門的迴響》中。

## 進階讀物

### 書籍
- Gopalswamy, Natchimuthukonar; Mewaldt, Richard; Torsti, Jarmo. Gopalswamy, Natchimuthukonar; Mewaldt, Richard A.; Torsti, Jarmo , 编. . Geophysical Monograph Series 165. American Geophysical Union. 2006. Bibcode:2006GMS...165.....G. ISBN 0-87590-430-0. doi:10.1029/GM165. |journal=被忽略 (帮助)

### 網路論文
- Bell, Trudy E.; Phillips, Tony. . Science@NASA. NASA. 6 May 2008  [2018-12-22]. （原始内容存档于2021-03-24）.
- Lavraud, Benoit; Masson, Arnaud. . European Space Agency. 21 November 2007  [2013-10-16]. （原始内容存档于2012-12-12）.
- Odenwald, Sten F.; Green, James L. . Scientific American. 28 July 2008  [2013-10-16]. （原始内容存档于2013-11-06）.
- Phillips, Tony. . Science@NASA. NASA. 27 May 2008  [2018-12-22]. （原始内容存档于2021-02-25）.

## 外部連結
- NOAA/NWS Space Weather Prediction Center （页面存档备份，存于）
- Coronal Mass Ejection FAQ （页面存档备份，存于）
- STEREO and SOHO observed CME rate versus the Sunspot number （页面存档备份，存于） (PNG plot) / (text version) （页面存档备份，存于）